# Partecipanti alla Milano-Sanremo 2023
Elenco dei partecipanti alla Milano-Sanremo 2023.
La Milano-Sanremo 2023 è la centoquattordicesima edizione della corsa. Alla competizione prendono parte 25 squadre, ciascuna delle quali composta da sette corridori, per un totale di 175 ciclisti.

## Corridori per squadra
Nota: R ritirato, NP non partito, FT fuori tempo, SQ squalificato
| Bahrain Victorious                | Bahrain Victorious                | Bahrain Victorious                | Groupama-FDJ             | Groupama-FDJ             | Groupama-FDJ             | Team Arkéa-Samsic      | Team Arkéa-Samsic      | Team Arkéa-Samsic      |
| --------------------------------- | --------------------------------- | --------------------------------- | ------------------------ | ------------------------ | ------------------------ | ---------------------- | ---------------------- | ---------------------- |
| 1                                 | Matej Mohorič                     | 8º                                | 91                       | Arnaud Démare            | 51º                      | 181                    | Luca Mozzato           | 132º                   |
| 2                                 | Nikias Arndt                      | 18º                               | 92                       | Kevin Geniets            | 29º                      | 182                    | Warren Barguil         | 40º                    |
| 3                                 | Pello Bilbao                      | 43º                               | 93                       | Ignatas Konovalovas      | 116º                     | 183                    | Jenthe Biermans        | 59º                    |
| 4                                 | Damiano Caruso                    | 53º                               | 94                       | Rudy Molard              | 30º                      | 184                    | Simon Guglielmi        | 102º                   |
| 5                                 | Jonathan Milan                    | 128º                              | 95                       | Quentin Pacher           | 41º                      | 185                    | Matis Louvel           | 90º                    |
| 6                                 | Andrea Pasqualon                  | 60º                               | 96                       | Miles Scotson            | 144º                     | 186                    | Clément Russo          | 125º                   |
| 7                                 | Fred Wright                       | 79º                               | 97                       | Jake Stewart             | 87º                      | 187                    | Alessandro Verre       | 166º                   |
| AG2R Citroën Team                 | AG2R Citroën Team                 | AG2R Citroën Team                 | Ineos Grenadiers         | Ineos Grenadiers         | Ineos Grenadiers         | Team DSM               | Team DSM               | Team DSM               |
| 11                                | Benoît Cosnefroy                  | 22º                               | 101                      | Filippo Ganna            | 2º                       | 191                    | John Degenkolb         | 39º                    |
| 12                                | Stan Dewulf                       | 66º                               | 102                      | Kim Heiduk               | 141º                     | 192                    | Pavel Bittner          | 167º                   |
| 13                                | Jaakko Hänninen                   | 130º                              | 103                      | Michał Kwiatkowski       | 139º                     | 193                    | Matthew Dinham         | 170º                   |
| 14                                | Lawrence Naesen                   | 83º                               | 104                      | Jhonatan Narváez         | 32º                      | 194                    | Nils Eekhoff           | 147º                   |
| 15                                | Oliver Naesen                     | 74º                               | 105                      | Luke Rowe                | 148º                     | 195                    | Marius Mayrhofer       | 115º                   |
| 16                                | Andrea Vendrame                   | 45º                               | 106                      | Magnus Sheffield         | 24º                      | 196                    | Florian Stork          | 112º                   |
| 17                                | Lawrence Warbasse                 | 61º                               | 107                      | Ben Swift                | 73º                      | 197                    | Kevin Vermaerke        | 71º                    |
| Alpecin-Deceuninck                | Alpecin-Deceuninck                | Alpecin-Deceuninck                | Intermarché-Circus-Wanty | Intermarché-Circus-Wanty | Intermarché-Circus-Wanty | Team Jayco AlUla       | Team Jayco AlUla       | Team Jayco AlUla       |
| 21                                | Mathieu van der Poel              | 1º                                | 111                      | Biniam Girmay            | 28º                      | 201                    | Matteo Sobrero         | 37º                    |
| 22                                | Søren Kragh Andersen              | 5º                                | 112                      | Niccolò Bonifazio        | 77º                      | 202                    | Alexandre Balmer       | 84º                    |
| 23                                | Silvan Dillier                    | 100º                              | 113                      | Sven Erik Bystrøm        | 62º                      | 203                    | Michael Hepburn        | 154º                   |
| 24                                | Quinten Hermans                   | 80º                               | 114                      | Lorenzo Rota             | 31º                      | 204                    | Jan Maas               | 119º                   |
| 25                                | Jasper Philipsen                  | 15º                               | 115                      | Mike Teunissen           | 89º                      | 205                    | Luka Mezgec            | 23º                    |
| 26                                | Kristian Sbaragli                 | 103º                              | 116                      | Loïc Vliegen             | 151º                     | 206                    | Lukas Pöstlberger      | 122º                   |
| 27                                | Gianni Vermeersch                 | 81º                               | 117                      | Aimé De Gendt            | 93º                      | 207                    | Zdeněk Štybar          | 52º                    |
| Astana Qazaqstan Team             | Astana Qazaqstan Team             | Astana Qazaqstan Team             | Israel-Premier Tech      | Israel-Premier Tech      | Israel-Premier Tech      | TotalEnergies          | TotalEnergies          | TotalEnergies          |
| 31                                | Mark Cavendish                    | 150º                              | 121                      | Sep Vanmarcke            | 46º                      | 211                    | Peter Sagan            | 44º                    |
| 32                                | Leonardo Basso                    | 131º                              | 122                      | Derek Gee                | 98º                      | 212                    | Maciej Bodnar          | R                      |
| 33                                | Cees Bol                          | 57º                               | 123                      | Hugo Houle               | 65º                      | 213                    | Sandy Dujardin         | 157º                   |
| 34                                | Davide Martinelli                 | 127º                              | 124                      | Daryl Impey              | 107º                     | 214                    | Valentin Ferron        | 68º                    |
| 35                                | Aljaksandr Rabušėnka              | 142º                              | 125                      | Krists Neilands          | 27º                      | 215                    | Daniel Oss             | 35º                    |
| 36                                | Gleb Syrica                       | R                                 | 126                      | Mads Würtz Schmidt       | 149º                     | 216                    | Geoffrey Soupe         | 104º                   |
| 37                                | Simone Velasco                    | 47º                               | 127                      | Corbin Strong            | 86º                      | 217                    | Anthony Turgis         | 9º                     |
| Bora-Hansgrohe                    | Bora-Hansgrohe                    | Bora-Hansgrohe                    | Jumbo-Visma              | Jumbo-Visma              | Jumbo-Visma              | Trek-Segafredo         | Trek-Segafredo         | Trek-Segafredo         |
| 41                                | Sam Bennett                       | R                                 | 131                      | Wout Van Aert            | 3º                       | 221                    | Mads Pedersen          | 6º                     |
| 42                                | Nico Denz                         | 114º                              | 132                      | Edoardo Affini           | 136º                     | 222                    | Dario Cataldo          | 113º                   |
| 43                                | Marco Haller                      | 17º                               | 133                      | Christophe Laporte       | 13º                      | 223                    | Markus Hoelgaard       | 152º                   |
| 44                                | Cesare Benedetti                  | R                                 | 134                      | Jan Tratnik              | 91º                      | 224                    | Jacopo Mosca           | 164º                   |
| 45                                | Nils Politt                       | 21º                               | 135                      | Attila Valter            | 34º                      | 225                    | Toms Skujiņš           | 88º                    |
| 46                                | Ryan Mullen                       | 153º                              | 136                      | Jos van Emden            | 168º                     | 226                    | Jasper Stuyven         | 10º                    |
| 47                                | Danny van Poppel                  | 111º                              | 137                      | Nathan Van Hooydonck     | 118º                     | 227                    | Otto Vergaerde         | 159º                   |
| Cofidis                           | Cofidis                           | Cofidis                           | Lotto Dstny              | Lotto Dstny              | Lotto Dstny              | Tudor Pro Cycling Team | Tudor Pro Cycling Team | Tudor Pro Cycling Team |
| 51                                | Simone Consonni                   | 48º                               | 141                      | Caleb Ewan               | 16º                      | 231                    | Rick Pluimers          | 49º                    |
| 52                                | Davide Cimolai                    | 75º                               | 142                      | Jasper De Buyst          | 94º                      | 232                    | Tom Bohli              | 158º                   |
| 53                                | Bryan Coquard                     | 56º                               | 143                      | Arnaud De Lie            | 95º                      | 233                    | Aloïs Charrin          | 165º                   |
| 54                                | Alexandre Delettre                | 135º                              | 144                      | Jarrad Drizners          | 110º                     | 234                    | Luc Wirtgen            | 82º                    |
| 55                                | Alexis Renard                     | 137º                              | 145                      | Frederik Frison          | 106º                     | 235                    | Miká Heming            | 138º                   |
| 56                                | Benjamin Thomas                   | 55º                               | 146                      | Jacopo Guarnieri         | 124º                     | 236                    | Arthur Kluckers        | 109º                   |
| 57                                | Harrison Wood                     | 85º                               | 147                      | Maxim Van Gils           | 38º                      | 237                    | Roland Thalmann        | 146º                   |
| EF Education-EasyPost             | EF Education-EasyPost             | EF Education-EasyPost             | Movistar Team            | Movistar Team            | Movistar Team            | UAE Team Emirates      | UAE Team Emirates      | UAE Team Emirates      |
| 61                                | Alberto Bettiol                   | 54º                               | 151                      | Alex Aranburu            | 26º                      | 241                    | Tadej Pogačar          | 4º                     |
| 62                                | Stefan Bissegger                  | 145º                              | 152                      | Iván García Cortina      | 33º                      | 242                    | Alessandro Covi        | R                      |
| 63                                | Mikkel Frølich Honoré             | 69º                               | 153                      | Fernando Gaviria         | 129º                     | 243                    | Tim Wellens            | 67º                    |
| 64                                | Magnus Cort Nielsen               | 14º                               | 154                      | Johan Jacobs             | 133º                     | 244                    | Felix Großschartner    | 92º                    |
| 65                                | Neilson Powless                   | 7º                                | 155                      | Oier Lazkano             | 134º                     | 245                    | Domen Novak            | 163º                   |
| 66                                | Jonas Rutsch                      | 126º                              | 156                      | Lluís Mas                | 63º                      | 246                    | Matteo Trentin         | 19º                    |
| 67                                | Łukasz Wiśniowski                 | 140º                              | 157                      | Gonzalo Serrano          | 25º                      | 247                    | Diego Ulissi           | 72º                    |
| Eolo-Kometa Cycling Team          | Eolo-Kometa Cycling Team          | Eolo-Kometa Cycling Team          | Q36.5 Pro Cycling Team   | Q36.5 Pro Cycling Team   | Q36.5 Pro Cycling Team   |                        |                        |                        |
| 71                                | Mirco Maestri                     | 105º                              | 161                      | Matteo Moschetti         | 156º                     |                        |                        |                        |
| 72                                | Mattia Bais                       | 97º                               | 162                      | Negasi Haylu Abreha      | 169º                     |                        |                        |                        |
| 73                                | Simone Bevilacqua                 | 143º                              | 163                      | Antonio Puppio           | 117º                     |                        |                        |                        |
| 74                                | Francesco Gavazzi                 | 58º                               | 164                      | Gianluca Brambilla       | 42º                      |                        |                        |                        |
| 75                                | David Martín                      | 160º                              | 165                      | Mark Donovan             | 70º                      |                        |                        |                        |
| 76                                | Samuele Rivi                      | 161º                              | 166                      | Alessandro Fedeli        | 50º                      |                        |                        |                        |
| 77                                | Diego Sevilla                     | 99º                               | 167                      | Tobias Ludvigsson        | 96º                      |                        |                        |                        |
| Green Project-BardianiCSF-Faizanè | Green Project-BardianiCSF-Faizanè | Green Project-BardianiCSF-Faizanè | Soudal Quick-Step        | Soudal Quick-Step        | Soudal Quick-Step        |                        |                        |                        |
| 81                                | Henok Mulubrhan                   | 162º                              | 171                      | Julian Alaphilippe       | 11º                      |                        |                        |                        |
| 82                                | Davide Gabburo                    | 78º                               | 172                      | Kasper Asgreen           | 36º                      |                        |                        |                        |
| 83                                | Riccardo Lucca                    | 108º                              | 173                      | Davide Ballerini         | 12º                      |                        |                        |                        |
| 84                                | Filippo Magli                     | 64º                               | 174                      | Tim Declercq             | 121º                     |                        |                        |                        |
| 85                                | Manuele Tarozzi                   | 155º                              | 175                      | Dries Devenyns           | 123º                     |                        |                        |                        |
| 86                                | Alessandro Tonelli                | 101º                              | 176                      | Yves Lampaert            | 20º                      |                        |                        |                        |
| 87                                | Samuele Zoccarato                 | 120º                              | 177                      | Florian Sénéchal         | 76º                      |                        |                        |                        |